# Richard Ernst Abundius Avenarius
Richard Ernst Abundius Avenarius (* 9. April 1840 in Koblenz; † 1. Februar 1917 in Gau-Algesheim) war ein deutscher Chemiker und Unternehmer.

## Familie und Jugend
Richard Avenarius wurde am 9. April 1840 in Koblenz in eine der führenden Familien der Stadt geboren. Seine Eltern waren Amalie (geborene Maehler, 1813–1892) und Albert Avenarius (1813–1871), der in Koblenz und später in Mainz ziviler Garnisonsverwaltungsdirektor war. Sein Großvater mütterlicherseits war Abundius Maehler (1777–1853), der von 1818 bis 1847 Oberbürgermeister von Koblenz war.
Später zog die Familie von der Hauptstadt der preußischen Rheinprovinz ins großherzoglich-hessische Mainz, wo er 1860 sein Abitur ablegte. Anschließend machte er seinen Militärdienst, aus dem er nach einem Unfall ausschied, und studierte dann Chemie. 1866 nahm Richard Avenarius als Landwehroffizier im preußischen Niederrheinischen Füsilier-Regiment Nr. 39 am Deutschen Krieg teil und 1870/71 am Deutsch-Französischen Krieg. Er wurde mit dem Eisernen Kreuz ausgezeichnet und zum Hauptmann befördert, bevor er 1871 als Invalide seinen Abschied nahm.
Bereits 1867 heiratete Richard Avenarius seine Frau Angelika (geborene Maeckler, 1839–1910), mit der er bis zu ihrem Tod verheiratet war. Ihr einziges Kind Albert starb schon 1879 im Kindesalter. Das Ehepaar stiftete 1894 in Erinnerung an ihren Sohn das Albertus-Hospital in Gau-Algesheim, das in veränderter Form bis heute besteht.

## Unternehmen
1869 gründete Richard zusammen mit seinem Bruder Carl Avenarius in Gau-Algesheim die Firma Gebr. Avenarius. Sie betrieben dort zunächst eine schon bestehende Kesselschmiede zur Produktion unter anderem von Schnellkochtöpfen und Dampf-Waschkesseln. Später errichteten sie eine Kreosotieranstalt zur Imprägnierung von Holz. 1876 brachte das Unternehmen das Holzschutzmittel Carbolineum auf den Markt, das ein großer kommerzieller Erfolg wurde. Die Brüder Avenarius gründeten Niederlassungen in Berlin, Hamburg und Köln sowie weitere Fabriken in Adlershof bei Berlin, Amstetten in Niederösterreich, Pressburg in Österreich-Ungarn und Sankt Petersburg in Russland. Auch in Milwaukee in den USA entstand eine Fabrik mit Niederlassungen in den USA, Kanada und Mexiko.
1908 brachte das Unternehmen das flüssige Metallputzmittel GAGA auf den Markt, das nach den Anfangsbuchstaben der Firma Gebr. Avenarius, Gau-Algesheim benannt und ebenfalls sehr erfolgreich war.

## Gesellschaftliches Engagement
Richard Avenarius gehörte zu den führenden Männern der Nationalliberalen Partei im Großherzogtum Hessen. 1902 wurde er wegen seiner Verdienste mit dem Ehrentitel Kommerzienrat und dem Ehrenkreuz des Großherzoglich Hessischen Philipps-Ordens ausgezeichnet.
1908 übernahm Avenarius den Vorsitz des Rheinhessischen Bismarckvereins und war dadurch maßgeblich am Bau des Bismarckturms auf dem Westerberg bei Gau-Algesheim und Ingelheim am Rhein beteiligt, der 1912 eingeweiht wurde. Schon 1909 ließ Richard Avenarius am Westerberg bei Gau-Algesheim einen Aussichtspunkt mit Schutzhütte errichten, der seit 1911 den Namen Richardshöhe trägt.

## Letzte Lebensjahre
1914 adoptierte Richard Avenarius seinen Neffen Heinrich Herborn (1873–1955), einen promovierten Chemiker, der schon seit 1898 in dem Unternehmen arbeitete und seit 1911 Gesellschafter war. 1917 wurde Heinrich Avenarius-Herborn Alleininhaber der Firma Gebr. Avenarius.
Richard Avenarius starb am 1. Februar 1917 im Alter von 76 Jahren in Gau-Algesheim und wurde dort beigesetzt.